# Campionato albanese di calcio a 5
Il Campionato albanese di calcio a 5 (in lingua originale "Kampionati Mini-Futbollit"), è la massima competizione albanese di calcio a 5 organizzata dalla Federata Shqiptarë Futbollit. 

## Storia
In Albania, la diffusione del calcio a 5 è passata soprattutto per il torneo nazionale a cui partecipano, prevalentemente, le sezioni calcettistiche delle squadre già attive nel calcio. L'eccezione è rappresentata dal Kompleksi Sportiv Ali Demi, due volte campione nazionale e tre in Coppa, che è tra le poche società a non essere associato a squadre calcistiche. Il KF Tirana è la squadra più titolata, nonché la vincitrice dell'edizione inaugurale e la prima ad aver conquistato dieci campionati.

## Albo d'oro
- 2003-2004:  Tirana (1)
- 2004-2005:  Dinamo Tirana (1)
- 2005-2006:  Tirana (2)
- 2006-2007:  Ali Demi  (1)
- 2007-2008:  Tirana (3)
- 2008-2009:  Tirana (4)
- 2009-2010:  Tirana (5)
- 2010-2011:  Flamurtari Valona  (1)
- 2011-2012:  Edro Valona  (1)
- 2012-2013:  Ali Demi  (2)

- 2013-2014:  Flamurtari Valona  (2)
- 2014-2015:  Flamurtari Valona  (3)
- 2015-2016:  Tirana (6)
- 2016-2017:  Flamurtari Valona  (4)
- 2017-2018:  Tirana (7)
- 2018-2019:  Tirana (8)
- 2019-2020: non assegnato
- 2020-2021:  Tirana (9)
- 2021-2022:  Tirana (10)
- 2022-2023:  Tirana (11)

- 2023-2024:  Tirana (12)